# Porazdelitev beta
Porazdelitev beta je družina zveznih verjetnostnih porazdelitev, ki je definirana na intervalu (0,1). Porazdelitev ima dva parametra, ki določata njeno obliko (parameter oblike). Parametra označujemo z {\displaystyle \alpha \!} in {\displaystyle \beta \!}.

## Lastnosti

### Funkcija verjetnosti
Funkcija gostote verjetnosti za beta porazdelitev je 
{\displaystyle f(x;\alpha ,\beta )={\frac {x^{\alpha -1}(1-x)^{\beta -1}}{\int _{0}^{1}u^{\alpha -1}(1-u)^{\beta -1}\,du}}\!}
{\displaystyle ={\frac {\Gamma (\alpha +\beta )}{\Gamma (\alpha )\Gamma (\beta )}}\,x^{\alpha -1}(1-x)^{\beta -1}\!}
{\displaystyle ={\frac {1}{\mathrm {B} (\alpha ,\beta )}}\,x^{\alpha -1}(1-x)^{\beta -1}\!}
kjer je 
- {\displaystyle B(x,y)\!} funkcija beta
- {\displaystyle \Gamma (x)\!} funkcija gama

## Zbirna funkcija verjetnosti
Zbirna funkcija verjetnosti je enaka 
{\displaystyle F(x;\alpha ,\beta )={\frac {\mathrm {B} _{x}(\alpha ,\beta )}{\mathrm {B} (\alpha ,\beta )}}=I_{x}(\alpha ,\beta )\!}
kjer je 
- {\displaystyle I_{x}(\alpha ,\beta )\!} regulirana nepopolna funkcija beta
- {\displaystyle B_{x}(\alpha ,\beta )\!} nepopolna funkcija beta.

### Pričakovana vrednost
Pričakovana vrednost je enaka 
{\displaystyle {\frac {\alpha }{\alpha +\beta }}\!}.

### Varianca
Varianca je enaka 
{\displaystyle {\frac {\alpha \beta }{(\alpha +\beta )^{2}(\alpha +\beta +1)}}\!}.

## Oblika funkcije gostote verjetnosti
- Kadar je {\displaystyle \alpha =1,\ \beta =1}, dobimo zvezno enakomerno porazdelitev
- Za {\displaystyle \alpha <1,\ \beta <1} ima funkcija gostote verjetnosti obliko črke U (rdeča krivulja)
- Za {\displaystyle \alpha <1,\ \beta \geq 1} or {\displaystyle \alpha =1,\ \beta >1} je padajoča (modra krivulja, glej desno)
  - Za {\displaystyle \alpha =1,\ \beta >2} je funkcija konveksna
  - Za {\displaystyle \alpha =1,\ \beta =2} ima obliko premice
  - {\displaystyle \alpha =1,\ 1<\beta <2} je funkcija konkavna
- Za {\displaystyle \alpha =1,\ \beta <1} ali {\displaystyle \alpha >1,\ \beta \leq 1} je funkcija naraščajoča (zelena krivulja)
  - {\displaystyle \alpha >2,\ \beta =1} jefunkcija konveksna
  - {\displaystyle \alpha =2,\ \beta =1} je premica
  - {\displaystyle 1<\alpha <2,\ \beta =1} je fumkcija konkavna
- Za {\displaystyle \alpha >1,\ \beta >1} je unimodalna (vijolična in črna krivulja).

## Povezave z drugimi porazdelitvami
- Če se slučajna spremenljivka X podreja beta porazdelitvi, potem je spremenljivka T = X/(1 – X) porazdeljena po posebni porazdelitvi, ki jo imenujemo beta porazdelitev druge vrste (včasih jo imenujemo tudi beta prime porazdelitev).
- Porazdelitev {\displaystyle Beta(1,1)\!} je enaka enakomerni zvezni porazdelitvi.
- Če ima slučajna spremenljivka X  porazdelitev {\displaystyle Beta(3/2,3/2)\!} in je parameter R realno število, ki je R > 0, potem je slučajna spremenljivka Y = 2RX – R porazdeljena po Wignerjevi polkrožni porazdelitvi.
- Kadar imata dve slučajni spremenljivki X in Y porazdelitev gama {\displaystyle \Gamma (\alpha ,\theta )\!} in {\displaystyle \Gamma (\beta ,\theta )\!}, potem ima X/(X + Y) porazdelitev {\displaystyle Beta(\alpha ,\beta )\!}
- Če sta X in Y dve neodvisni slučajni spremenljivki in je prva porazdeljena s porazdelitvijo {\displaystyle Beta(\alpha ,\beta )\!} in druga z F porazdelitvijo (Snedekorjeva F porazdelitev) z {\displaystyle F(2\beta ,2\alpha )\!}, potem za verjetnost {\displaystyle P\!} velja {\displaystyle P(X\leq \alpha /(\alpha +x/beta))=P(Y>x)\!} za vse {\displaystyle x>0\!}.
- Beta porazdelitev je posebni primer Dirichletove porazdelitve  za samo dva parametra
- Kumaraswamyjeva porazdelitev spominja na beta porazdelitev.
- Kadar ima slučajna spremenljivka X zvezno enakomerno porazdelitev z {\displaystyle X\sim {\rm {U}}(0,1]\,} potem za kvadrat slučajne spremenljivke velja {\displaystyle X^{2}\sim {\rm {Beta}}(1/2,1)\ }